# Sportovec

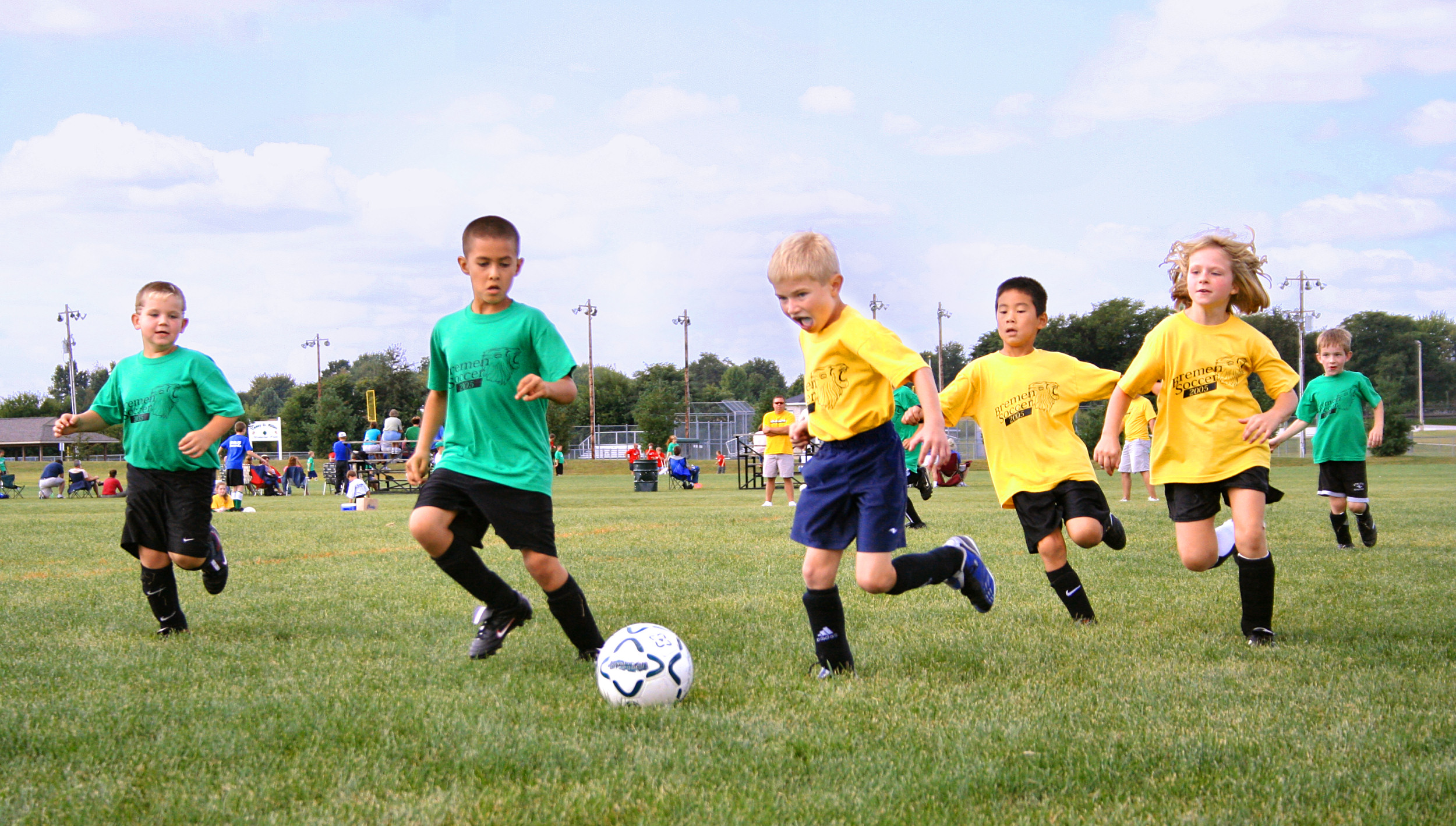
V dětském věku hraje fotbal velká spousta chlapců, jen málokteří to ale dotáhnou k profesionální kariéře

Sportovec je člověk, který se věnuje sportu. Běžně se tak ale označují ti, kteří se věnují sportu pro radost. Toto slovo je však běžně využíváno jako označení vrcholových sportovců.

## Profesionální sportovec
Ne všichni vrcholoví sportovci jsou placení profesionálové. Povolání sportovce je jedním z nejprestižnějších v moderní společnosti.
Přestože ve většině olympijských sportů je nyní světová špička profesionalizovaná, jen v některých sportech je možné najít skutečnou obživu, v některých je profesionální kariéra aktivního sportovce doprovázena více či méně reálnou další činností (sportovního instruktora, trenéra atd.). Rozdíl mezi zajištěním např. vrcholového fotbalisty a zástupce malých sportů je obrovský. 25 nejlépe placených sportovců světa vydělalo v roce 2006 dohromady 700 milionů dolarů.
Kariéra profesionálního sportovce je u různých sportů různě dlouhá. Do vysokého věku lze provozovat na špičkové úrovni např. sportovní střelbu, na opačném pólu je např. moderní gymnastika. Ve většině sportů však bývá horní hranice mezi 30 a 40 lety.

## Příprava sportovce
O přípravu sportovců se nyní starají celé týmy odborníků. Zatímco pro kariéru profesionálního sportovce obvykle nebývá třeba jinou kvalifikaci než odpovídající výkonnost, trenéři většinou musejí absolvovat příslušné vzdělání, organizované v rámci vzdělávacího systému veřejných vysokých škol nebo péčí příslušných sportovních svazů.
Příprava profesionálního sportovce sestává nejen ze sportovního tréninku, ale také z nezbytné regenerace a rehabilitace, psychologické přípravy a probíhá pod nezbytným odborným dohledem. U vrcholových sportovců běžně zabírá několik hodin denně i v případě, že nejde o profesionály.

## Zdraví sportovce
Aktivní sportovci jsou předmětem studia mnoha vědeckých institucí. Zájem je nejen o sociologii nebo psychologii sportovce, ale hlavně o jeho zdraví. Vrcholový sport přináší s sebou mnohá zdravotní rizika, související s intenzivním a mnohdy jednostranným tréninkem či enormním zatížením v soutěži. Nijak novým, ale nyní velmi intenzivně vnímaným problémem je doping.

## Psychologie sportovce
Kariéra vrcholového sportovce přináší opakovanou velkou psychickou zátěž. Je prokázáno, že špičkových sportovních výsledků mohou dosáhnout pouze sportovci nejen s tělesnými, ale také s psychickými předpoklady. Mimo jiné i popisům psychologických profilů se věnují sportovní psychologové.

## Specializace sportovce
Charakteristickým jevem současné doby je specializace vrcholových sportovců. V počátcích historie moderního sportu ale nebyla výjimkou sportovní všestrannost. Jejími příklady jsou například šermíř a pozemní hokejista de Montigny, plavec a vodní pólista Johnny Weissmuller a mnozí další, v Česku první sportovní nadšenec Josef Rössler-Ořovský, Jaroslav Drobný nebo Karel "Káďa" Pešek. V moderní době dosáhli podobných úspěchů například německá rychlobruslařka a cyklistka Christa Ludingová-Rothenburgerová, na horském kole závodila na olympijských hrách také lyžařka Kateřina Neumannová.